# Ткон
Ткон (хорв. Tkon, итал. Tucconio) — село и община в Хорватии на острове Пашман в Адриатическом море, в административном подчинении жупании Задар. Крупнейший населенный пункт острова и порт паромного сообщения с Биоград-на-Мору.
Нынешнее население — это на 98 % хорваты, преимущественно рыбаки и немного ремесленников. Сами сельчане называют свой населенный пункт Кун, а себя Кунякамы и Кунянамы.